# Jazy Berlin
Jazy Berlin (* 17. Februar 1986 als Jessica Elizabeth Gruber in Minneapolis, Minnesota) ist eine US-amerikanische Schauspielerin und Pornodarstellerin.

## Karriere
Jazy Berlin steht seit 2009 regelmäßig in pornographischen Produktionen vor der Kamera, häufig in Parodien auf bekannte Titel aus Film und Fernsehen. 2011 wurde sie gemeinsam mit mehreren Kollegen für den AVN-Award in der Kategorie beste Gruppensex-Szene nominiert.
Zusätzlich zu den Auftritten als Pornodarstellerin spielte sie auch in erotischen Fernsehfilmen von Fred Olen Ray mit. Unter anderem spielte sie eine Hauptrolle in Baby Dolls Behind Bars, einem parodistischen Frauengefängnisfilm.
Die IAFD listet 100 Produktionen die Szenen mit Jazy Berlin enthalten. 33 Prozent der Szenen sind dem Genre „Lesbian“ zuzuordnen. Weitere 22 % fallen unter das Genre „Facial“.

## Filmografie (Auswahl)
- 2010: Just You and Me
- 2010: Tiger's Got Wood
- 2010: This Ain't I Dream Of Jeannie XXX
- 2010: BatfXXX: Dark Night Parody
- 2011: This Ain't Conan The Barbarian XXX
- 2011: Hot And Mean 2
- 2012: Dirty Blondes from Beyond (Cinemax)
- 2012: Baby Dolls Behind Bars (Cinemax)
- 2012: Big Tits in Uniform 7
- 2012: Baby Got Boobs 10
- 2013: Iron Man XXX: An Axel Braun Parody
- 2013: Avengers XXX 2: Along Came a Spider: An Axel Braun Parody
- 2013: The Big Bust Theory
- 2013: All Babe Network
- 2015: Lust in Space
- 2015: Erotic Vampires of Beverly Hills